# Тагульская белоглазка
Тагульская белоглазка (лат. Zosterops meeki) — вид воробьиных птиц из семейства белоглазковых. Подвидов не выделяют.

## Таксономия
Иногда эту птицу считают разновидностью Zosterops minor.

## Распространение
Эндемик острова Ванатинаи (Тагула), принадлежащего Папуа — Новой Гвинеи.

## Описание
Длина тела 10,5 см. Верх головы и верхняя сторона тела оливково-зелёные. Широкое белое глазное кольцо разорвано спереди, где имеется чёрное пятно. Зад и подхвостье оливково-жёлтые, грудка белая. Клюв чёрный, с сине-голубым основанием. Ноги грифельно-синие или грифельно-коричневые. Самец и самка похожи, молодые особи не описаны.